# Christian Bachelin
Pour les articles homonymes, voir Bachelin.
Christian Bachelin, né le 1er septembre 1933 à Compiègne et mort le 29 août 2014  au Kremlin-Bicêtre, est un poète et écrivain français.

## Biographie
Né à Compiègne en 1933, Christian Bachelin vit une enfance entre Compiègne et Roye-sur-Matz, petit village de Picardie. À l’école militaire, où il s’engage en 1945, ses professeurs remarquent ses dons littéraires. À l’adolescence il découvre le surréalisme, Lautréamont, Henri Michaux et Robert Desnos, il rédige ses premiers poèmes.
Ayant regagné la vie civile, il reçoit en 1953 le prix Marie-Bonheur pour son recueil de poèmes Stances à la neige. Ensuite, dix ans de silence pendant lesquels il exerce une multitude de petits métiers, dont celui d’accordéoniste, mais aussi de coursier, de manutentionnaire et de surveillant dans une coopérative. Suit une intense période de création, aussi bien en vers qu’en prose, pendant laquelle Christian Bachelin s’isole dans l’écriture. 
En 1965, le poète Jean Rousselot lui fait connaître les éditions du Pont de l’Épée, fondées comme la revue du même titre par Guy Chambelland. Christian Bachelin y publie plusieurs recueils. De retour à Paris en 1973, il est embauché à la Société des gens de lettres comme employé aux écritures. En 1975, il reçoit le prix Charles-Vildrac pour Ballade transmentale (Guy Chambelland, 1975).
Le milieu des années 1980 est de nouveau très silencieux pour sa poésie. Les premières œuvres à émerger de ce silence à la fin de la décennie sont Fatrasies en revenant d’aujourd'hui (La Bartavelle, 1988) et Complainte cimmérienne (La Différence, 1989).  
Christian Bachelin décède pendant l'été 2024, au Kremlin-Bicêtre, à l'âge de 80 ans. La poétesse Valérie Rouzeau est sa légataire universelle.

## Œuvres
- Stances à la neige, 1953. Prix Marie-Bonheur[7]
- Neige exterminatrice, Paris, Éditions Guy Chambelland, coll. « Prends garde aux yeux bleus », 1967, 64 p. (BNF 32910743)
- Le Phénix dans la lucarne, Paris, Éditions Guy Chambelland, 1971, 59 p. (BNF 35430498)
- Ballade transmentale, Paris, Éditions Guy Chambelland, 1974, 60 p. (BNF 41621459). Prix de poésie Charles-Vildrac, 1975
- Médiéval in blues, Paris, Éditions Guy Chambelland, 1981
- Fatrasies en revenant d’aujourd'hui, Charlieu, France, La Bartavelle Éditeur, coll. « Parler bas », 1988, 72 p.  (ISBN 2-87744-034-6)
- Complainte cimmérienne, Paris, Éditions de La Différence, coll. « Littérature », 1989, 89 p.  (ISBN 2-7291-0376-7)
- Cantilène engloutie, Charlieu, France, La Bartavelle Éditeur, 1991, 56 p.  (ISBN 2-87744-082-6)
- Soir de la mémoire, Paris, Éditions Méréal, 1998, 142 p.  (ISBN 2-909310-88-4)
  - réédition en 2018, Paris, La Table ronde, coll. La petite Vermillon, 144 p.  (ISBN 2-710386-64-X)
- Atavismes & nostalgies, Aizy-Jouy, Éditions de l’Arbre, 1999, 34 p.  (ISBN 2-85278-115-8)
- Buttoirs rouillés de la mémoire, Charlieu, La Bartavelle Éditeur, 1999, 1999, 128 p. (édition typographiquement contestable[7]).
- Y seul, roman, Cadeilhan, France, Éditions Zulma, 2001, 274 p.  (ISBN 2-84304-188-0)
- Neige exterminatrice. Poèmes, 1967-2003. Préface de Valérie Rouzeau. Bibliographie d'Eric Dussert. Cognac, France, Les Éditions Le Temps qu’il fait, 2004, 247 p.  (ISBN 2-86853-404-X)[8]
- Le Démon d’antichambre, dessins d’Evelyn Ortlieb, Paris, Éditions Rehauts, 2007, 99 p.  (ISBN 978-2-9520414-9-2)[7]
- Mémoires du mauve, Rennes, France, Éditions Apogée, coll. « Piqué d’étoiles », 2007, 60 p.  (ISBN 978-2-84398-291-0)